# Antigona (Traetta)
Antigona ist eine Oper (Originalbezeichnung: „tragedia per musica“) in drei Akten mit Musik von Tommaso Traetta und einem Libretto in italienischer Sprache von Marco Coltellini, basierend auf der Tragödie Antigone von Sophokles. Sie wurde am 31. Oktoberjul. / 11. November 1772greg. am Kaiserlichen Theater in Sankt Petersburg, Russland, uraufgeführt.

## Handlung
Die Geschichte, die erzählt wird, ist die klassische Geschichte der Antigone, wenn auch mit einem glücklichen Ende. Der Oper geht der Mythos von Ödipus voraus, der aus Theben vertrieben wurde. Der Thron wird von seinen beiden Söhnen Eteocle und Polinice besetzt.

### Erster Akt
Kampfplatz vor den Toren Thebens und dem Lager der Argiver
Eteocle und Polinice, gespielt von Tänzern, kämpfen gegeneinander und töten sich gegenseitig. Creonte nimmt die Krone von Theben an sich und ordnet an, dass Eteocle mit Ehren begraben wird, Polinice aber unbestattet bleibt.

### Zweiter Akt
Verlassene weite Ebene am Fuß kahler Berge; in der Mitte ein brennender Scheiterhaufen; Nacht
Antigona, die Schwester der beiden Toten, verbrennt nachts den Leichnam von Polinice. Ihr Geliebter Emone trifft ein, um sie zu warnen, kurz bevor Adrasto und seine Wachen eintreffen.
Tempel des Zeus Eirenopoios; Tag
Zuerst denken sie, dass Emone das Gesetz gebrochen hat, aber Antigona sagt, dass sie es war, und Creonte verurteilt sie dazu, lebendig begraben zu werden.

### Dritter Akt
Feld am Fuß eines schroffen Felsens mit dem Eingang zur Grabeshöhle für die Rechtsbrecher
Im dritten Akt beobachten Creonte und die Thebaner, wie Antigona in eine Höhle gesperrt wird. Adrasto trifft mit der Nachricht ein, dass Emone offenbar Selbstmord begangen hat.
Schaurig-finstere Grabeshöhle
Aber Emone hat überlebt und erreicht die Höhle, in der er mit Antigona sterben will. Gerade als sie daran denken, sich schnell zu Tode zu stechen, kommen Soldaten, um die Mauer abzureißen. Creonte hat seine Tat bereut und hebt das Todesurteil auf.
Liebliche Umgebung des prächtig beleuchteten Königspalasts
Die Oper endet mit einer Hochzeitszeremonie für die beiden geretteten Liebenden.

## Gestaltung
Die Orchesterbesetzung der Oper umfasst die folgenden Instrumente:
- Holzbläser: zwei Flöten, zwei Oboen, zwei Klarinetten, zwei Fagotte
- Blechbläser: drei Hörner, zwei Trompeten
- Streicher
- Basso continuo

In allen drei Akten gibt es Chöre und Ballette.

## Werkgeschichte
Die Uraufführung fand am 31. Oktoberjul. / 11. November 1772greg. am Kaiserlichen Theater in St. Petersburg in Russland statt.
Caterina Gabrielli sang die Titelrolle und ihre Schwester Francesca Gabrielli der Partie der Ismene. Die übrigen Sänger waren Antonio Prati (Cronte), Angelo Monanni „Manzoletto“ (Emone) und Antonio Amati (Adrasto). Die Bühnenbilder stammten von Francesco Gradizzi, die Theatermaschinen von Giuseppe Brigonzi und die Kostüme von Augusto Genard. Die Tänze choreografierte Antoine Pitrot. Eine Wiederaufnahme in Sankt Petersburg gab es 1774. Wahrscheinlich gab es auch später noch Aufführungen, doch sind solche nicht nachweisbar.
Eine Neuausgabe von Aldo Rocchi wurde 1962 beim Maggio Musicale Fiorentino gespielt. 1964 zeigte das Nationaltheater Mannheim eine deutsche Fassung von Joachim Popelka. 1997 gab es beim Festival della Valle d’Itria in Martina Franca eine konzertante Aufführung. Eine Inszenierung von Werner Schroeter wurde 1988 beim Festival dei Due Mondi in Spoleto gezeigt. 2001 gab es eine Produktion der Staatsoper im Schiller Theater Berlin. 2015 gab es eine Neuinszenierung von Wassili Barchatow in der Zweitspielstätte des Theater an der Wien, der Wiener Kammeroper. Die musikalische Leitung hatte Attilio Cremonesi. Eine Inszenierung von Stephan Müller wurde 2017 im Staatstheater Kassel gespielt. Das Theater Osnabrück zeigte 2018 in Koproduktion mit der Opera Trionfo (Niederlande) eine Inszenierung von Floris Visser.

## Aufnahmen
- 1997 – Christophe Rousset (Dirigent), Les Talens Lyriques, Chœur de chambre Accentus.
 María Bayo (Antigona), Anna Maria Panzarella (Ismene), Carlo Allemano (Creonte), Laura Polverelli (Emone), Gilles Ragon (Adrasto).
 Studioaufnahme.
 Decca 460 204-2 (2 CDs).[8][9]